# Trịnh Đan Thụy
Trịnh Đan Thụy (tiếng Trung: 鄭丹瑞, tiếng Anh: Lawrence Cheng Tan-shui, sinh ngày 27 tháng 11 năm 1954) là một nam diễn viên, nhà làm phim, DJ kiêm người dẫn chương trình truyền hình người Hồng Kông. Ông từng được biết đến khi tạo ra Tiểu nam nhân châu ký, bộ phim truyền hình ăn khách nhất Hồng Kông vào thời điểm đó, và đồng thời còn đóng vai chính trong bản phim chuyển thể cùng tên ra mắt năm 1989.